# انزو ابوس
انزو ابوس (انگلیسی: Enzo Ebosse؛ زادهٔ ۱۱ مارس ۱۹۹۹) بازیکن فوتبال اهل فرانسه است.
از باشگاه‌هایی که در آن بازی کرده‌است می‌توان به باشگاه فوتبال لانس اشاره کرد.
وی همچنین در تیم ملی فوتبال France U16 بازی کرده‌است.